# Paul Eck von Sulzbach
Paul Eck von Sulzbach (* um 1440; † um 1509) war ein deutscher Alchemist.

## Leben
Wie der Name sagt, stammte er aus einem Ort namens Sulzbach. 1479 war er an der Universität Leipzig immatrikuliert. Er hielt sich in Nürnberg und 1509 in Heidelberg auf. Er veröffentlichte in Leipzig, Nürnberg und anderen Städten astrologisch-medizinische Almanache (Mondtafeln 1486 bis 1489), schrieb über einen 1468 aufgetretenen Kometen und auch Horoskope für Nürnberger Bürger.
Er beobachtete in seinem Werk Clavis philosophorum von 1489 als einer der Ersten, dass Verbrennung (in seinem Fall von Quecksilber) zu Massenzunahme führt und außerdem, dass der gebundene Stoff (Sauerstoff) bei Destillation wieder entweicht. Der aufgenommene bzw. entweichende Stoff (Geist) wurde von ihm spiritus unitur corpori genannt. Er fällte auch mit Quecksilber Silber aus einer Lösung aus. Seine Schriften wurden im 17. Jahrhundert in die Sammlung Theatrum Chemicum aufgenommen. Als Alchemist war er von Pseudo-Geber beeinflusst (Quecksilber-Lehre bei Umwandlung von Metallen).